# リヒャルト・ジグモンディ
リヒャルト・アドルフ・ジグモンディ（Richard Adolf Zsigmondy, ハンガリー名：ジグモンディ・リハールド／Zsigmondy Richárd, 1865年4月1日 - 1929年9月23日）は、オーストリア・ハンガリー二重帝国（現オーストリア）ウィーン出身のマジャル人化学者。1925年にノーベル化学賞を受賞した。月には彼の名にちなんだクレーターがある。

## 生涯
化学者を父として生まれるが1880年に父を亡くし、母の手によって教育を受けた。高等学校では化学と物理学に興味を持ち、自宅で実験をするようになった。ウィーン大学の医学部に入学するもウィーン工科大学、ミュンヘン大学へと移籍し、化学を学んだ。ミュンヘン大学ではヴィルヘルム・フォン・ミラーに師事し、研究に勤しんだ。その後ベルリン大学でアウグスト・クントの下につき、次いで1893年に助教授として故郷オーストリアのグラーツ大学に移った。グラーツでの研究はガラスのコロイド溶液の研究を行った。その後、金のハイドロゾルの研究を通して、新型の顕微鏡の開発を行っている。グラーツからゲッティンゲン大学へ移り、そこでコロイドの研究によってノーベル化学賞を受賞し、そこで没した。